# Tom O'Brien (acteur)
Pour le joueur de football américain, voir Tom O'Brien.
Ne doit pas être confondu avec l'acteur américain Tom O'Brien né en 1965
Tom O'Brien né le 25 juillet 1890 à San Diego (Californie), mort le 8 juin 1947 à Los Angeles, est un acteur américain du cinéma muet et du parlant. Dans certains films, il est crédité Tommy O'Brien, Thomas O'Brien ou A.E. O'Brien à ses débuts.

## Filmographie partielle
- 1919 : Dangerous Hours de Fred Niblo
- 1920 : L'Aveugle de Twin-Forth (The Sagebrusher) de Edward Sloman
- 1922 : Up and Going de Lynn Reynolds
- 1923 : Un gentilhomme d'Amérique (The Gentleman from America) de Edward Sedgwick
- 1924 : Winner Take All de W. S. Van Dyke
- 1925 : The Last Edition d'Emory Johnson
- 1926 : La Femme de mon mari (Poker Faces) de Harry A. Pollard
- 1926 : The Flaming Forest de Reginald Barker
- 1926 : Mon oncle d'Amérique (Take It from Me) de William A. Seiter
- 1927 : Le Bateau ivre (Twelve Miles Out) de Jack Conway
- 1927 : Le Rappel (The Bugle Call) de Edward Sedgwick
- 1928 : Un cœur à la traîne (Anybody Here Seen Kelly?) de William Wyler
- 1929 : Indomptée (Untamed) de Jack Conway
- 1929 : It Can Be Done de Fred C. Newmeyer
- 1929 : Un jour de veine (His Lucky Day) de Edward F. Cline
- 1929 : The Flying Fool de Tay Garnett
- 1932 : L'Express fantôme (The Phantom Express) de Emory Johnson
- 1934 : The Woman Condemned de Dorothy Davenport